# Damiano Carrara
Damiano Carrara (Lucca, 22 settembre 1985) è un pasticciere e conduttore televisivo italiano naturalizzato statunitense.

## Biografia
Nasce a Lucca, in Toscana, il 22 settembre 1985 . Ha un fratello minore, Massimiliano, anch'egli pasticciere. Inizialmente lavora come metalmeccanico, poi capisce che l'impiego non lo appassiona.  Damiano entra quindi nel mondo della ristorazione come barista nella sua città natale, prima di trasferirsi in Irlanda.
Nel 2008 si stabilisce in California, nella periferia di Los Angeles, dove, dopo aver lavorato per alcuni anni come barista, insieme al fratello Massimiliano apre la pasticceria Carrara Pastries a Moorpark (CA). Poco dopo viene inaugurato un secondo negozio poco distante, ad Agoura Hills.
Nel 2015 partecipa come concorrente alla prima stagione del talent show Spring Baking Championship, trasmessa sul canale statunitense Food Network, classificandosi secondo, e continua poi con la sua carriera da concorrente in programmi di cucina nel 2016. È poi finalista nella stagione 12 di Food Network Star. Diventa in seguito giudice della seconda stagione di Halloween Baking Championship e della nuova stagione di Spring Baking Championship.
Nel 2017 viene contattato dalla casa di produzione televisiva Magnolia e diventa giudice di Bake Off Italia - Dolci in forno e dei suoi spin-off, sostituendo Antonio Lamberto Martino, al fianco di Benedetta Parodi, Ernst Knam e Clelia d'Onofrio sulla rete televisiva Real Time. Tornato in Italia, da inizio 2018 conduce al fianco di Katia Follesa il programma Cake Star - Pasticcerie in sfida, basato sul format di 4 Ristoranti di Alessandro Borghese. Nello stesso anno pubblica il suo primo libro, Nella vita tutto è possibile, che raccoglie la sua autobiografia e le sue ricette.
Dal 2019, parallelamente ai programmi iniziati negli anni precedenti, conduce Ricette di un sognatore sul canale di Food Network. Nel 2020 partecipa come giudice allo speciale Bake Off Italia - All Stars Battle e conduce la nuova stagione di Fuori menù.
Dal 18 settembre 2023 fa parte del cast del programma È sempre mezzogiorno!.
Ha partecipato e ha vinto l'undicesima stagione di Pechino Express in coppia col fratello Massimiliano.

## Vita privata
È sposato con Chiara Maggenti dal 2022; la coppia ha una figlia, Dafne, nata il 10 agosto 2024.

## Programmi televisivi
- Bake Off Italia - Dolci in forno (Real Time, dal 2017) giudice
- Junior Bake Off Italia (Real Time, 2017-2020) giudice
- Cake Star - Pasticcerie in sfida (Real Time, dal 2018)
- Ricette di un sognatore (Food Network, 2019)
- Bake Off Italia - All Stars Battle (Real Time, 2020) giudice
- Fuori menù (Food Network, dal 2020)
- Tarabaralla – Finché c'è dolce c'è speranza (Food Network, 2021)
- Casa Carrara - dolci in famiglia (Food Network, 2023)
- È sempre mezzogiorno! (Rai 1, 2023) ospite ricorrente
- Pechino Express 11 (Sky Uno, 2024) vincitore

## Opere
- Dolce Italia: Authentic Italian Baking (2016)
- A Taste of Italy: 100 Delicious, Homestyle Recipes (2017)
- Nella vita tutto è possibile (2018)
- Un po' più dolce. Viaggio nella mia pasticceria (2020)
- Ancora più dolce. Le ricette della tradizione e le mie creazioni. (2021)